# Волобуев, Роман Олегович
Рома́н Оле́гович Волобу́ев (род. 30 июля 1977, Москва, СССР) — российский журналист, кинокритик, киноактёр, кинорежиссёр, сценарист, продюсер и монтажёр.

## Биография

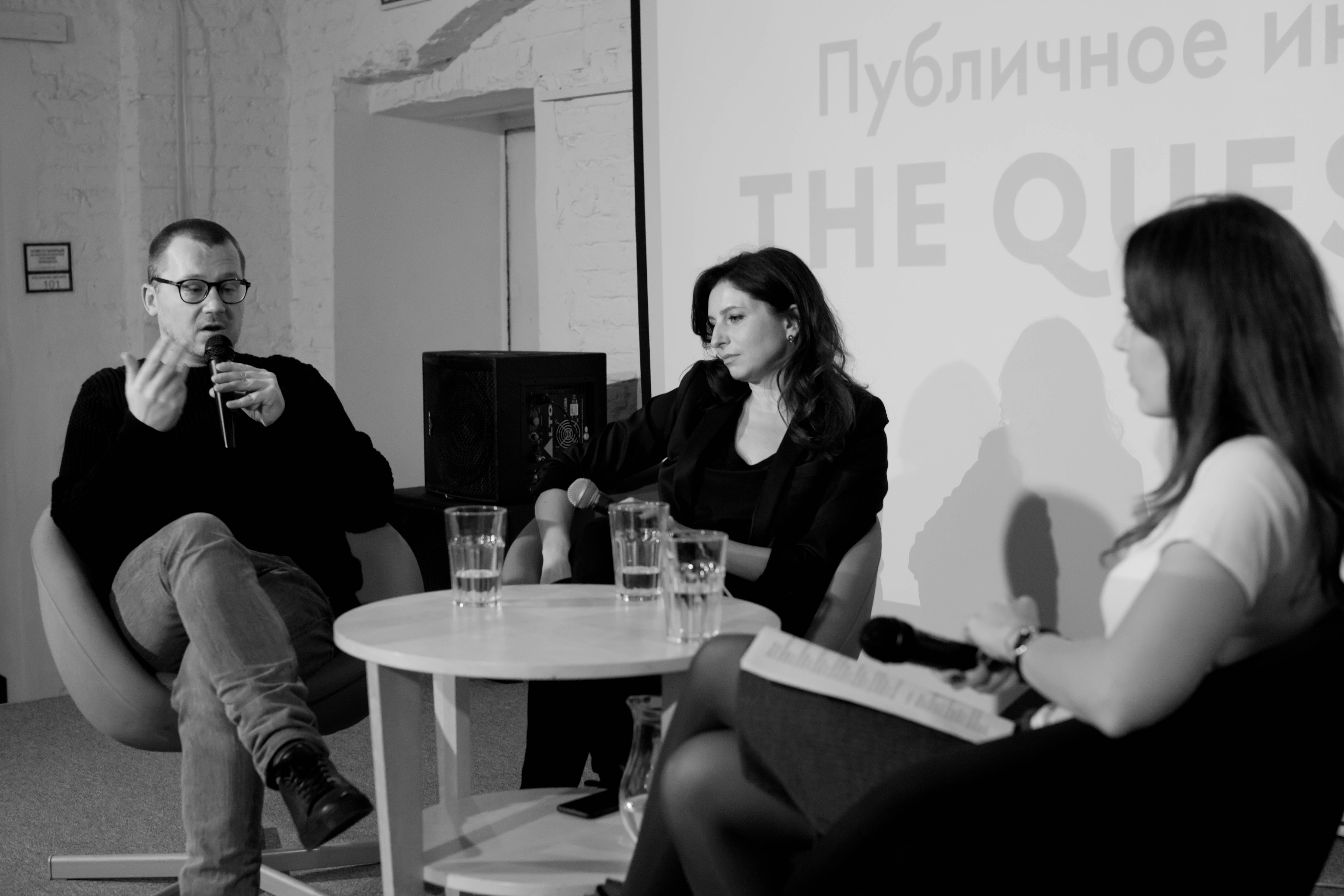
С Алисой Хазановой на совместном публичном интервью TheQuestion

В начале своей журналистской карьеры Роман Волобуев работал в отделе расследований «Общей газеты», был дизайнером, фотографом-стрингером. В разное время трудился кинообозревателем в газетах «Известия» и «Ведомости», журналах Premiere, GQ, также публиковался в киноведческих журналах «Искусство кино» и «Сеанс».
С 2004 по 2012 — редактор журнала «Афиша». Участвовал в написании киногида «500 фильмов, изменивших мир» (2006, ISBN 5-91151-001-4), изданного в серии «Путеводители „Афиши“». Вместе с критиком Станиславом Зельвенским в 2008—10 годах вёл на сайте издания киноблог «Спойлер», затем поддерживал коллективный блог «Фильмы и фестивали». Публикации в «Афише» и авторский киноблог отмечены наградой «Слон» Гильдии киноведов и кинокритиков России, которую Волобуев получил по итогам 2009 года в номинации «Кинокритика».
С 2007 по 2008 год Волобуев был главным редактором русской версии киножурнала Empire. В феврале 2012 года занял должность заместителя главного редактора русской версии журнала GQ, по состоянию на 2013 год в штате редакции издания не числится.
В 2010-е заявил о себе как телесценарист. Совместно с Михаилом Шприцем написал по мотивам дилогии Александра Мирера «Дом скитальцев» сценарий фантастического телесериала «Посредник» (производство 2013 года), который продюсировал Юсуп Бахшиев. Совместно с Еленой Ваниной написал по заказу телеканала «Дождь» сценарий сериала «Завтра». По словам Волобуева, это «чёрная комедия про работу вымышленной президентской администрации в вымышленном 2018 году». Пилотный эпизод был снят самим Волобуевым в 2013, но «дальнейшая судьба проекта туманна», поскольку у заказчика возникли проблемы. Зимой 2014 года в качестве «скрипт-доктора» принимал участие в работе над сериалом «Квест», который продюсер Александр Бондарев готовит для канала СТС. Сыграл небольшие роли в телесериалах «Краткий курс счастливой жизни» (2011), «Озабоченные, или Любовь зла» (2015), «Квест» (2015).
Летом 2013 года стал отборщиком московского кинофестиваля What The Film, концепция которого заключалась в том, что зрителям не сообщали, какое кино им предстоит там увидеть. Является членом совета фестиваля театра и кино о современности «Текстура». Своим любимым кинокритиком называет Роджера Эберта.

### Общественная позиция
В феврале 2022 года выступил против вторжения России на Украину.

### Личная жизнь
- Первая жена (в фактическом браке) — журналист и кинокритик Мур Соболева, в браке родился сын Даниил Соболев (род. в 2002 году).
- Вторая жена — журналист Саша Боярская[17].
- Третья жена — художница и актриса Екатерина Щеглова[18], в браке родилась дочь (род. в 2014). В разводе.

## Фильмография

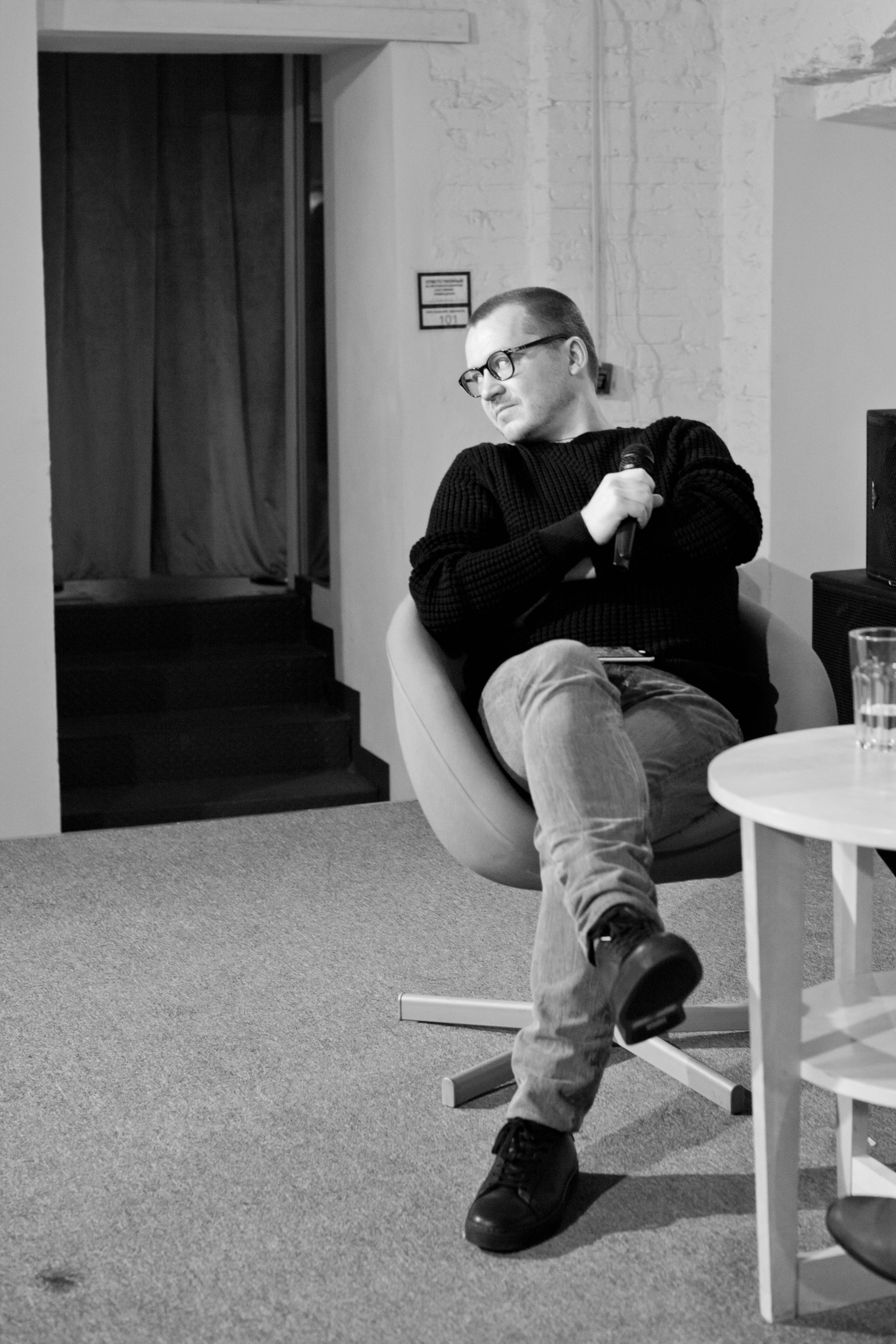
Роман Волобуев, 2017

### Актёр
- 2011 — Краткий курс счастливой жизни (телесериал) — Юрий, маньяк
- 2015 — Квест (телесериал) — Ступкин, журналист
- 2015 — Озабоченные, или Любовь зла (телесериал) — Владимир Семёнов, фотограф
- 2019 — Детективный синдром (телесериал) — бармен-киллер
- 2020 — Последний министр (телесериал) — Y, высокопоставленный чиновник
- 2020 — Просто представь, что мы знаем[англ.] — бывший коллега
- 2020 — Хороший человек (телесериал) — Жорик, сотрудник автосервиса

### Режиссёр
- 2015 — Завтра (телесериал, пилотная серия)[19]
- 2016 — Холодный фронт [20]
- 2016 — Блокбастер
- 2019 — Детективный синдром
- 2020 — Последний министр
- 2020 — Окаянные дни (новелла «Тело боли»)
- 2020 — Просто представь, что мы знаем[англ.]
- 2022 — Аврора (телесериал)[21]

### Сценарист
- 2015 — Завтра  (пилотная серия телесериала)[19]
- 2015 — Квест (телесериал)
- 2016 — Холодный фронт
- 2016 — Посредник (телесериал)
- 2016 — Блокбастер
- 2020 — Последний министр (совместно с Еленой Ваниной)
- 2020 — Просто представь, что мы знаем[англ.]
- 2021 — Выжившие (совместно с Еленой Ваниной)
- 2022 — Аврора (телесериал)
- 2022 — Белый список

### Продюсер
- 2016 — Осколки / Middleground
- 2022 — Белый список

### Монтажёр
- 2015 — Завтра
- 2016 — Осколки / Middleground
- 2022 — Белый список